# Max Rojas
Juan Máximo Rojas Proenza (Cidade do México, 4 de junho de 1940 – Cidade do México, 24 de abril de 2015), mais conhecido como Max Rojas foi um poeta, ensaísta, crítico literário e promotor cultural mexicano.  Escreveu, entre outros, um longo poema Cuerpos, sua última obra publicada, originalmente composto de vinte e cinco partes, que seriam publicados em quatro volumes.

## Biografia
Cursou Filosofia na Faculdade de Filosofia e Letras da Universidade Nacional Autónoma de México. Em 1985 publicou dez poemas na revista Calandria de Tolvañeras editada por membros do movimento infrarrealista que fariam parte de seu livro de poemas Ser en la sombra (Ser na sombra). Foi diretor do Instituto de Direito de Asilo-Museu Casa de León Trótski de 1994 a 1998. Fez parte do Sistema Nacional de Criadores de Arte de 2006 a 2009 e 2010 a 2013, e participou no Conselho de Alavancagem Cultural em Iztapalapa e o Circuito Museus do Sur, A.C.

## Obra
- O turno do Aullante. (original: El turno del Aullante) México: Claves Latinoamericanas, 1983.
- Ser na sombra.  México: Chaves Latinoamericanas, 1986.
- O turno do Aullante e outros poemas. (original: El turno del Aullante y otros poemas)  México: Fundo Nacional para a Cultura e as Artes / Trilce Edições (Colección Tristán Lecoq), 1997.
- Antología de corpos. (original: Antología de cuerpos)  México: Linhagem, 2008.
- Sobre corpos e esferas. Corpos dois.  México: Aliança Editorial Mexicana / Literal (Bico de Galo), 2008.
- O suicida e os péndulos. Corpos três.  México: Editorial Fridaura, 2008.
- Corpos um: Memória dos Corpos. México: Verso desterro, 2008.
- Corpos dois: Sobre Corpos e Esferas. México: AEM Literal, 2008.
- Corpos três: O Suicida e os Péndulos. México: Friadura Edições, 2008.
- Corpos quatro: Prosecución dos naufrágios. México: Geração espontánea, 2009.
- Corpos. México: Conselho Nacional para a Cultura e as Artes (Prática Mortal), 2011.

## Reconhecimentos
- Prêmio Iberoamericano de Poesia Carlos Pellicer, 2009.